# Charles Alexandre Lesueur
Charles Alexandre Lesueur (1. ledna 1778 v Le Havru – 12. prosince 1846 Sainte-Adresse, departement Seine-Maritime) byl francouzský přírodopisec, umělec a badatel.

## Životopis
Byl synem Jean-Baptista Denise, zaměstnance Admirality v Le Havru, a Charlotte Thieullentové, dcery námořního kapitána. Přes svá studia na koleji v rodném městě byl v oboru malířství a přírodních věd v podstatě samoukem.

### Baudinova expedice
V roce 1800 vstoupil do francouzského námořnictva, aby se zúčastnil Baudinovy expedice (1801), jejímž úkolem bylo zmapovat australské pobřeží. Jelikož místa výtvarníků a přírodopisců byla již obsazena, byl na loď Géographe přidělen jako dělostřelecký pomocník. Kapitán lodi Nicolas Baudin (1754–1803) záhy rozpoznal jeho výtvarný talent a jmenoval jej oficiálním výtvarníkem výpravy. Díky svým výtvarným schopnostem a přírodovědeckým znalostem se Lesueur brzy přičlenil k vědecké části výpravy a po úmrtí jejího zoologa Reného Maugého (1757–1802) zaujal jeho místo. Společně s Françoisem Péronem (1775–1810) sesbírali přes 180 000 zoologických vzorků, z nichž přes 2500 bylo dosud neznámých. Podílel se též na průzkumu rostlinstva a živočišstva ostrova Mauricius. Byly po něm pojmenovány ostrov Lesueur v Indickém oceánu a mys Lesueur se stejnojmennou horou na západě Austrálie.
Po návratu do Paříže se podílel na vydání knihy Voyage de découvertes aux Terres australes (Objevitelské cesty v Jižních zemích), kterou doprovodil ilustracemi, a doprovázel Francoise Peróna do Nice a do Cérilly, což byly poslední Perónovy cesty před tím, než podlehl tuberkulóze. Před svou smrtí mu Perón odkázal všechny své rukopisy, aby zajistil jejich vydání.

### Cesta do Ameriky
V listopadu 1815 odcestoval z Francie do Spojených států. Ve Filadelfii se spojil s francouzsko-americkým ornitologem, přírodovědcem a malířem Johnem Jamesem Audubonem. Výsledky jejich zoologické dokumentační práce posílal pařížskému Národnímu přírodovědnému muzeu, jehož byl korespondujícím členem.
V letech 1825–1837 pobýval v Owenově socialistické komunitě Nová Harmonie ve státě Indiana. V rámci tohoto pobytu prováděl poznávací cesty po blízkém i vzdálenějším okolí a kreslil tamější městečka a jejich obyvatele. Vykonal též několik výprav do oblasti Mississippi, z nichž poslal do Paříže množství vědeckých vzorků.
Roku 1836 se Lesueur vrátil do Francie a usadil se v Sainte-Adresse u Le Havru. Navázal na svá studia geologie a paleontologie oblasti Le Havru, která započal v roce 1814 před svým odjezdem do USA. V roce 1845 se stal kurátorem sbírek Přírodovědného muzea v rodném Le Havru. Devět měsíců poté, 12. prosince 1846, Charles Alexandre Lesueur náhle zemřel. Byl pochován v Sainte-Adresse.

## Odkaz
Lesueurovo souborné dílo, které muzeum vydalo v prvním desetiletí 20. století, čítá přes 60 knih včetně výsledků jeho zoologických, geologických, historických a archeologických bádání.

## Eponyma
Po Lesueurovi byl pojmenován jeden druh žáby, dva druhy ještěrek a jeden druh medúzy, jejíž pojmenování sdílí společně s Francoisem Perónem, dalším členem Baudinovy expedice.
- Litoria lesueurii (Duméril & Bibron, 1841) – rosnice Lesueurova (rosničkovití)[4]
- Amalosia lesueurii (Duméril & Bibron, 1836) (pagekonovití)[5]
- Intellagama lesueurii (Gray, 1831) – agama kočinčinská (agamovití)[5]
- Phyllorhiza peronlesuerui Goy 1990 – medúza kořenoústka (Mastigiidae)[6]